# Amphiesma deschauenseei
Amphiesma deschauenseei е вид влечуго от семейство Смокообразни (Colubridae). Видът е незастрашен от изчезване.

## Разпространение
Разпространен е във Виетнам, Китай и Тайланд.